# نل
نل (به انگلیسی: Nell) فیلمی آمریکایی محصول سال ۱۹۹۴ به کارگردانی مایکل اپتد است. جودی فاستر با بازی در این فیلم نامزد جایزه اسکار و گلدن گلوب شد.

## داستان
دکتری جری لاول در ساحل دریاچه اطراف شهر، با کلبه کوچک و متروک مواجه می‌شود که به شکل عجیبی از هرگونه مظاهر تمدن قرن بیستم خالی است. او در جستجویش در اطراف این کلبه، دختری جوان و وحشی را می‌یابد که مدام جیغ‌های نامفهوم می‌کشد و با زبانی عجیب صحبت می‌کند.
جری همچنین کتاب مقدسی در کلبه پیدا می‌کند که دست نوشته‌ای بدین مضمون در آن وجود دارد: «غریبه! تو را پروردگار به این محل هدایت کرده‌است، پس از فرزند من نل مواظبت کن.» جری شیفته کشف جدید خود از یک روان‌شناس مشهور بنام «دکتر پائولا اولسن» دعوت می‌کند تا این پدیده را مورد مطالعه قرار دهد. اما از همان ابتدا میان آن دو اختلاف پیش می‌آید.
درحالی که دکتر اولسن از درک روحیات نل عاجز می‌ماند، جری روز به روز نزدیکی بیشتری با نل پیدا می‌کند و متوجه ترس شدید او از مردان و تمایلش به ماندن در تاریکی و انزوا می‌شود، به‌تدریج که جری با اسرار زندگی پر درد و رنج نل آشنا می‌شود، یخهای رابطه او و دکتر اولسن شکسته می‌شود و در نهایت هر دوی آن‌ها در فرایند پر پیچ و خم بهبود نل، به نتایج جدیدی در مورد ارتباط خود و زندگی شان می‌رسند و…